# Кросдресинг

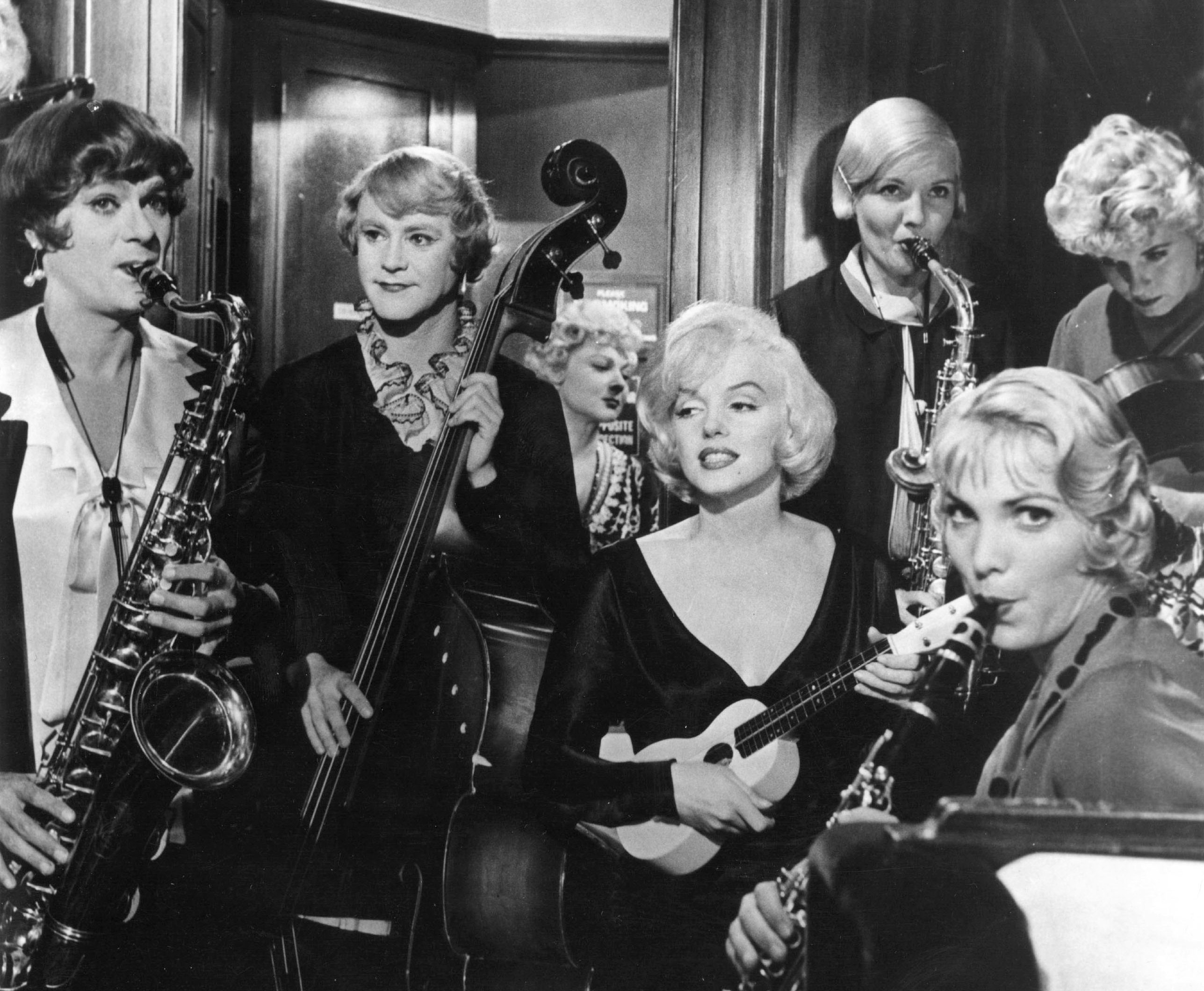
Тоні Кертіс, Джек Леммон та Мерилін Монро у кадрі з <ǃ--трейлера до--> кінокомедії «У джазі тільки дівчата» (1959)

Кросдресинг, крос-дресинг (англ. cross-dressing; дослівно укр. перехресне одягання) — це носіння предметів одягу, які зазвичай не пов'язані зі статтю. Перехресне одягання використовувалося з метою маскування, комфорту та самовираження в сучасний час та впродовж історії.
Майже кожне людське суспільство протягом історії передбачало норми для кожної статі, що стосуються стилю або типу одягу, який вони повинні носити, і також у більшості суспільств був набір настанов, поглядів або навіть законів, що визначають, який тип одягу підходить для кожної статі.
Термін перехресне одягання (cross-dressing) стосується дії чи поведінки, не приписуючи та не припускаючи якихось конкретних причин або мотивів такої поведінки. Переодягання не є синонімом трансгендерності.

## Термінологія
Феномен переодягання — давня практика, про яку згадують ще в Біблії. Оксфордський словник англійської мови наводить 1911 рік як перше цитування Едварда Карпентера: «Перехресне одягання не повинно сприйматися як ознака гомосексуальності та суспільне явище». У 1928 р. Гевлок Елліс використовував два терміни, «перехресне одягання» та «трансвестизм», як взаємозамінні. Найранішні цитати для «крос-сукні» та «крос-комод» — 1966 та 1976 відповідно. Згідно з «Оксфордським словником» синонімом «крос-дресинг» є «трансвестизм», а відповідно до «Кембриджського словника» синонімом слова «трансвестит» є «крос-дресер».
Існують наукові статті, у яких поняття «трансгендер» визначається настільки широко (англ. was defined broadly), що охоплює крос-дресерів (англ. including cross-dressers).

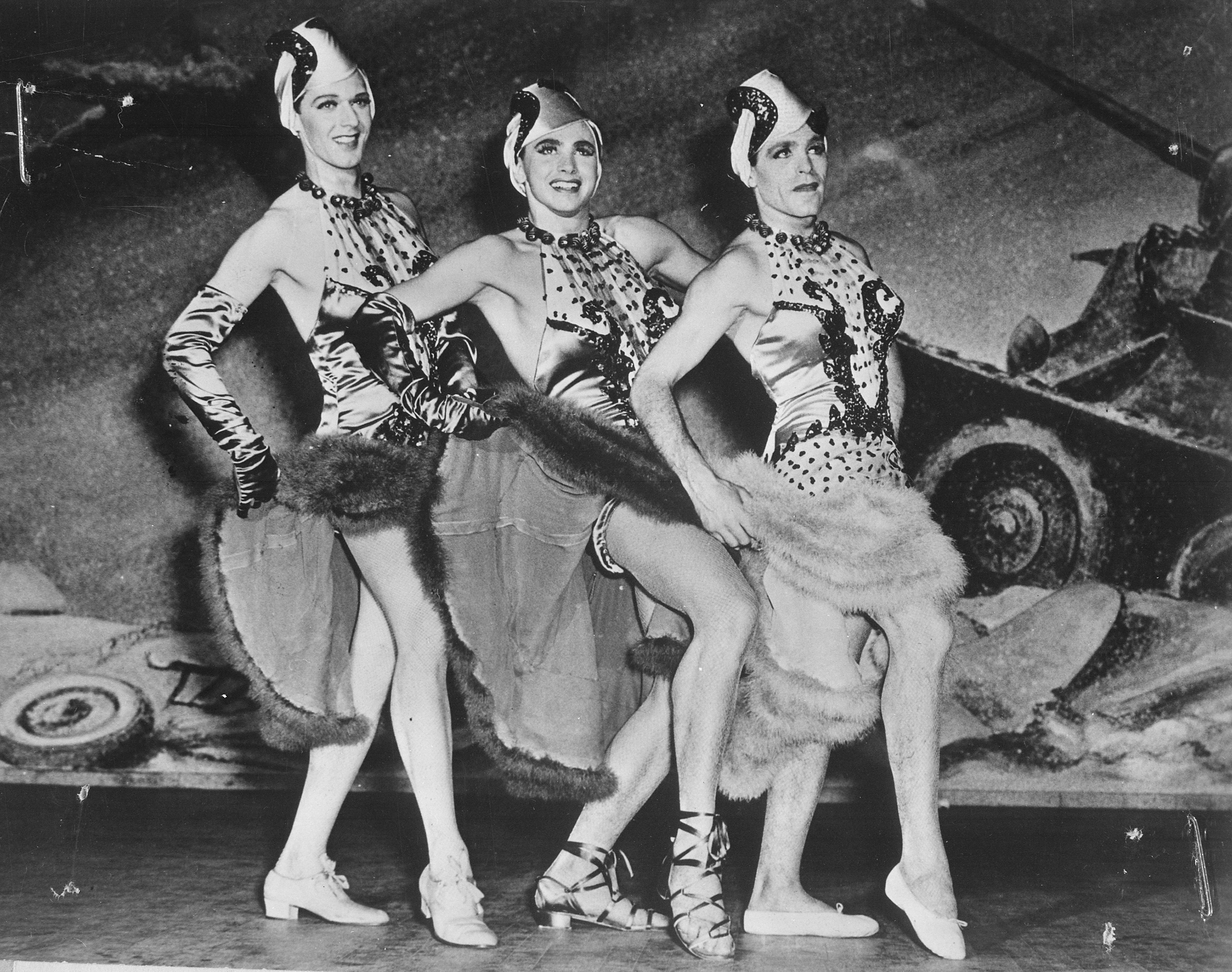
Ірвінг Берлін «Це армія, містер Джонс» (1942)

## Історія

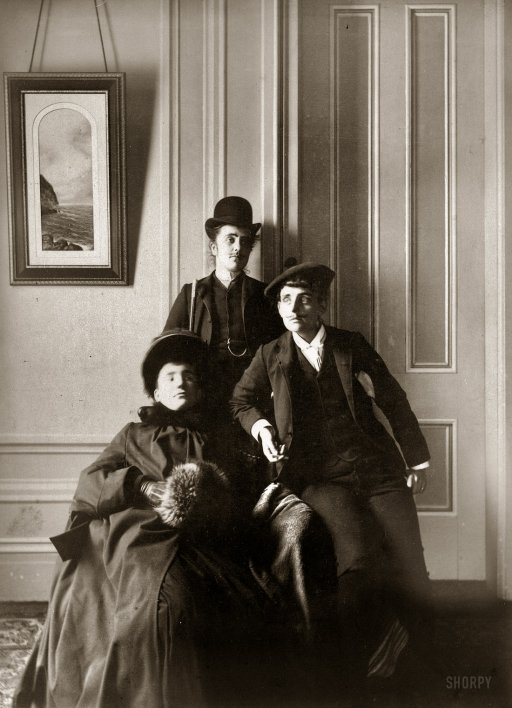
Френсіс Бенджамін Джонстон (праворуч) позує з двома друзями, що переодягаються; «леді» ідентифікована Джонстоном як ілюстратор Міллс Томпсон.

Перехресне одягання практикувалось протягом більшої частини записаної історії у багатьох суспільствах і з багатьох причин. Приклади існують у грецькій, скандинавській та індуїстській міфології. Перехресне одягання можна знайти у фольклорі, літературі, театрі та музиці, таких як Кабукі та корейський шаманізм. У британському та європейському контексті театральні трупи були повністю чоловічими, а жіночі партії виконували хлопці.
Багато жінок виявили, що їм потрібно було переодягнутися в чоловіків, щоб брати активну участь у житті суспільства. Наприклад, Маргарет Кінг на початку дев'ятнадцятого століття переодяглась у чоловічий одяг, щоб вступити у медичну школу, оскільки ніхто не приймав студенток. Через століття Віта Саквілл-Вест одяглась у молодого солдата, щоб «вийти» зі своєю дівчиною Вайолет Кеппель, щоб уникнути вуличних домагань, з якими стикалися дві жінки. Заборона носити чоловічі шати, колись суворо застосовувалась, і сьогодні має відгомін у деяких західних суспільствах, які вимагають від дівчат та жінок носити спідниці, наприклад, як частину шкільної форми чи офісних дрес-кодів. У деяких країнах жінкам все ще заборонено носити традиційно чоловічий одяг. Іноді всі штани, якими б вільними і довгими вони не були, автоматично вважаються «непристойними», що може призвести до того, що їх власник буде підданий суворому покаранню, як у випадку з Лубною аль-Хусейн у Судані в 2009 році.

## Одяг

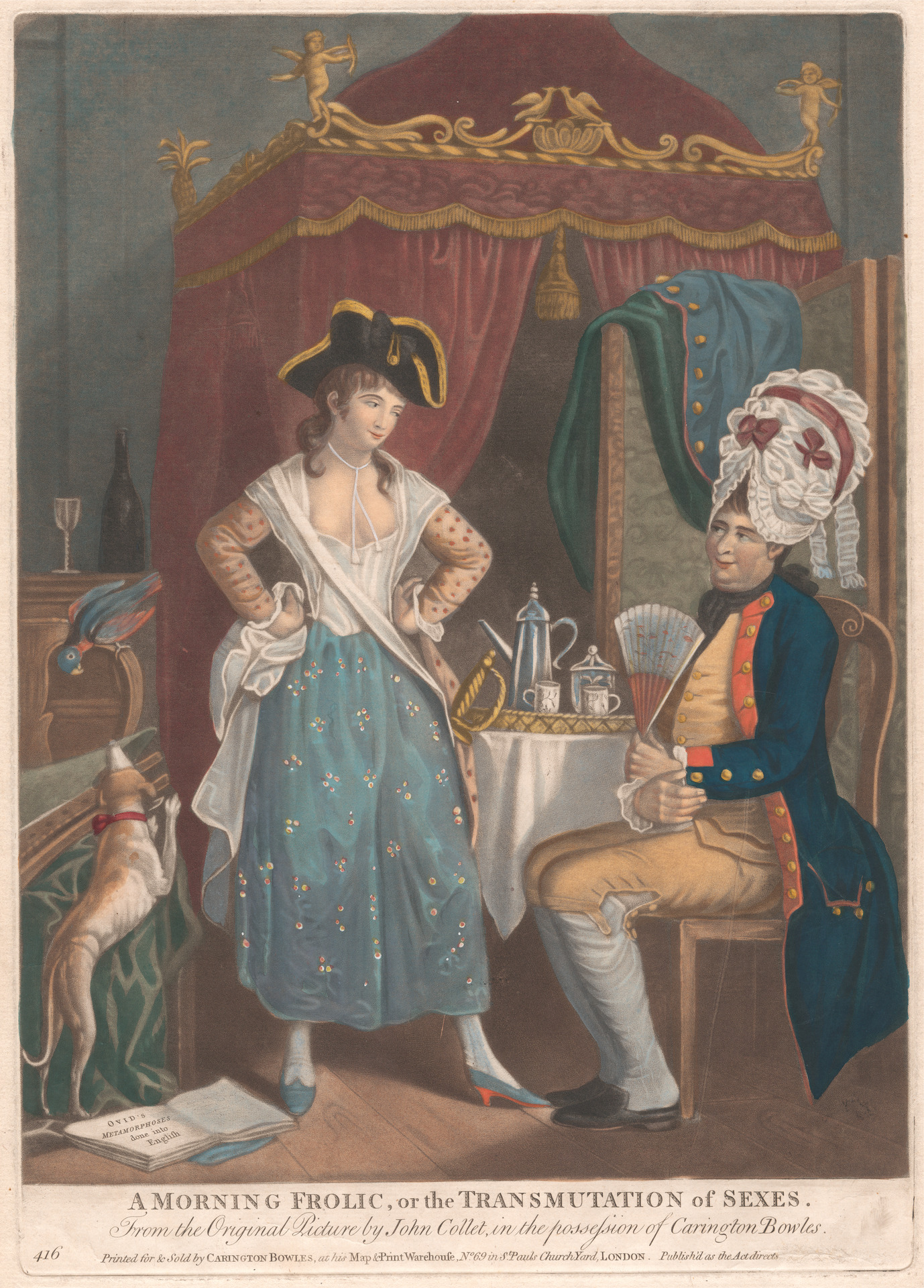
Сатира на переодягання, близько 1780 р. Велика Британія

Фактична детермінація крос-одягу в основному побудована соціально. Наприклад, у західному суспільстві штани давно прийняті для використання жінками, і це більше не розглядається як переодягання. У культурах, де чоловіки традиційно носять подібний до спідниці одяг, такий як кілт або саронг, вони не розглядаються як жіночий одяг, а їх носіння не розглядається як переодягання для чоловіків. Оскільки суспільства стають все більш глобальними за своєю суттю, як чоловічий, так і жіночий одяг приймають стилі одягу, пов'язані з іншими культурами.
Косплей може також передбачати переодягання.
У більшості частин світу залишається соціально несхвальним для чоловіків одяг, що традиційно асоціюється з жінками. Часом, наприклад, модельєри, намагаються пропагувати прийняття спідниць як повсякденного одягу для чоловіків. Крос-комоди скаржилися, що суспільство дозволяє жінкам носити штани або джинси та інший чоловічий одяг, одночасно засуджуючи будь-якого чоловіка, який хоче носити одяг, що продається для жінок.
Термін недоодягання використовується для опису носіння жіночої нижньої білизни, наприклад, трусів під чоловічим одягом. Відомий низькобюджетний режисер Едвард Д. Вуд-молодший сказав, що під час Другої світової війни він часто носив жіночу білизну під військовою формою як морський піхотник. Жіноче маскування — це форма перехресного одягу, при якій чоловіки носять маски, що представляють їх як жінок.
Комоди можуть починати носити одяг, пов'язаний з протилежною статтю, у дитинстві, використовуючи одяг брата, сестри, батька чи друга. Деякі батьки кажуть, що дозволили своїм дітям переодягатися, і, у багатьох випадках, дитина зупинялася, коли вони ставали старшими. Та сама закономірність часто продовжується і у зрілому віці, де можуть відбуватися конфронтації з подружжям, партнером, членом сім'ї чи другом. Одружені комоди можуть відчувати значну тривогу та почуття провини, якщо їхній чоловік / дружина заперечує проти їх поведінки.
Іноді через провину або інші причини комоди утилізують весь свій одяг, що називається «очищення», щоб почати збирати одяг іншої статі.

## Фестивалі
Святкування перехресного одягу відбуваються в поширених культурах. Прикладом цього є фестиваль Абісса в Кот-д'Івуарі, Офудамакі в Японії та фестиваль Коттанкулангара в Індії.

## Аналіз
Пропаганда соціальних змін зробила багато для того, щоб послабити обмеження гендерних ролей на чоловіків і жінок, але деякі люди все ще відчувають упередження. Помітно, що, оскільки трансгендер стає все більш соціально прийнятим як нормальний стан людини, упередження щодо переодягання змінюються досить швидко, подібно до того, як подібні упередження щодо гомосексуалів швидко змінюються протягом останніх десятиліть.
Загальна культура має дуже неоднозначні погляди на переодягання. Жінка, яка одягає сорочку чоловіка в ліжко, вважається привабливою, тоді як чоловік, який одягає нічну сорочку дружини, може вважатися трансгресивним. Марлен Дітріх у смокінгу вважалася дуже еротичною; Джек Леммон у сукні вважався смішним. Все це може бути результатом загальної жорсткості гендерних ролей для чоловіків; тобто, через поширену у всьому світі гендерну динаміку, чоловіки часто стикаються з дискримінацією, коли відступають від чоловічих гендерних норм, особливо порушують гетеронормативність. Таким чином, коли чоловік одягає жіночий одяг, він перетворюється на квазі-жінку і тим самим стає втіленням конфліктної гендерної динаміки. Як зазначає Джудіт Батлер, гендер продовжується шляхом ритуальних виступів, але в чоловічих крос-одягах він стає перформативним «ламанням» чоловічого та «підривним повторенням» жіночого.
Сьогодні психоаналітики не розглядають переодягання як психологічну проблему, якщо це не заважає життю людини.

## Медичний погляд
Десяте видання Міжнародної статистичної класифікації хвороб та супутніх проблем зі здоров'ям включає дворольовий трансвестизм (несексуальне переодягання) та фетишистський трансвестизм (переодягання для сексуального задоволення) як розлади. Обидва списки були вилучені для 11-го видання. Трансвестичний фетишизм є парафілією та психіатричним діагнозом у версії DSM-5 Діагностичного та статистичного посібника з психічних розладів.